# صاریغ دم‌پولکی
صاریغ دم‌پولکی (نام علمی: Wyulda squamicaudata) کیسه‌داری درخت‌نورد از راسته کیسه‌داران علف‌خوار است که در منطقه کیمبرلی در غرب استرالیا زندگی می‌کند. این جانور تک‌زی و غذایش را که شامل گل‌ها و برگ درختان است در شب به دست می‌آورد.